# Conflitto armato interno dell'Ecuador
Il conflitto armato interno dell'Ecuador è uno scontro armato iniziato il 9 gennaio 2024 fra il governo ecuadoriano e organizzazioni della criminalità organizzata del narcotraffico.

## Antefatti
A causa dello spostamento delle rotte del narcotraffico internazionale, dal 2018 l'Ecuador sta attraversando un'ondata di violenza senza precedenti. Il paese si è infatti trasformato in uno dei principali nodi di transito della cocaina, e diversi cartelli della criminalità organizzata hanno iniziato a combattere per il controllo delle carceri, risultando nell'uccisione di centinaia di prigionieri.
Il 7 gennaio del 2024 José Macias Villamar detto "Fito", capo della pandilla Los Choneros, evade dalla Penitenciaría del Litoral, una prigione nei pressi di Guayaquil. A partire dal giorno successivo viene dichiarato lo stato di emergenza per una durata di due mesi, mentre vengono riportate diverse esplosioni a danni di attività commerciali e auto private, una delle quali a poca distanza dalla casa del presidente della Corte suprema del paese. Vengono sequestrati 4 agenti della polizia, uno nella capitale Quito e gli altri nella città di Quevedo. Due persone, sospettate degli attentati, sono state arrestate per possesso di esplosivi.

## Eventi

### Gennaio 2024

#### Guayaquil
Alle 14:00 del 9 gennaio, un gruppo di 13 criminali armati ha fatto irruzione negli studi del canale televisivo statale TC Televisión durante una diretta, sequestrando i giornalisti e i lavoratori presenti e minacciandoli di morte se avessero interrotto la trasmissione. La situazione si è risolta con l'intervento del GOE, un gruppo di forze speciali della polizia, che ha liberato gli ostaggi e catturato i sequestratori. Contemporaneamente ha avuto luogo anche un tentativo di sequestro di massa all'Università di Guayaquil, fallito grazie all'intervento delle guardie di sicurezza presenti nel campus e degli studenti stessi. In risposta agli eventi, il Presidente della Repubblica Daniel Noboa ha successivamente emanato un decreto nel quale dichiara lo stato di "conflitto armato interno" e designa diverse organizzazioni criminali dello status di gruppo terroristico. 

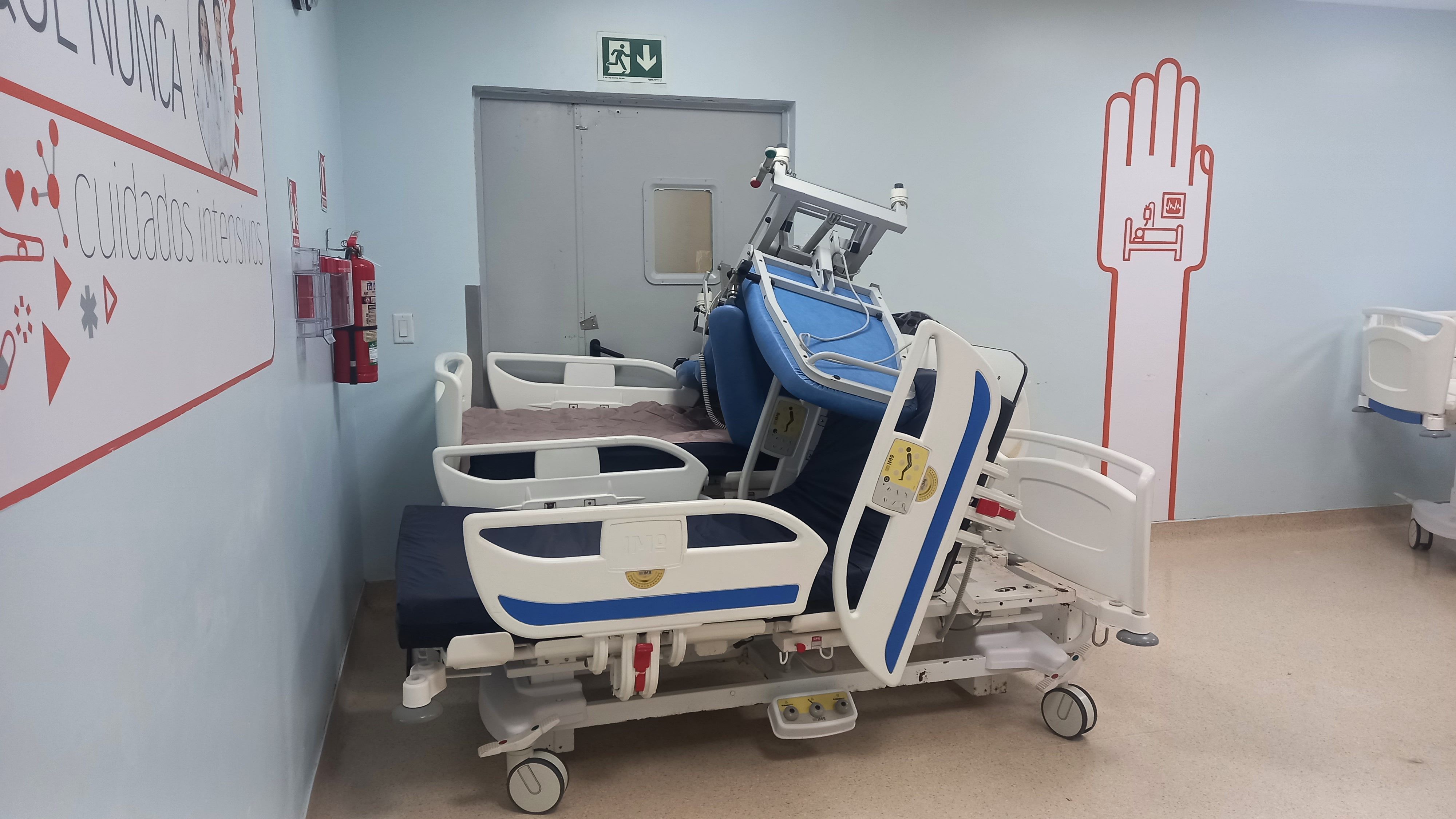
Barricate realizzate dagli operatori sanitari dell'ospedale Los Ceibos

Nella stessa giornata, diversi ospedali di Guayaquil sono stati oggetto di atti violenti quali furti al personale medico o spari contro le strutture. Durante l'attacco all'ospedale Los Ceibos sono rimasti gravementi feriti una studentessa di scuola superiore e il musicista Diego Gallardo. Quest'ultimo è in seguito morto a causa delle ferite riportate. Al centro commerciale Albán Borja due guardie di sicurezza sono state uccise, mentre una donna è rimasta ferita. Sempre nella stessa zona della città è stato assaltato e ucciso anche un funzionario municipale. In totale, nelle prime 9 ore dell'attacco sono state registrate 12 morti nella sola Guayaquil.

#### Esmeraldas
Durante la prima giornata degli scontri nella città di Esmeraldas, nel nord del paese, i narcotrafficanti hanno lanciato bombe molotov contro veicoli privati e autobus del trasporto pubblico locale. Uno di questi attentati aveva come obiettivo il portavoce locale dei Narcotici Anonimi, in seguito morto per le ustioni riportate. 12 persone sono state arrestate dalla forze di polizia, che hanno anche recuperato diverse molotov inutilizzate e auto rubate. Due carcerati precedentemente evasi dal carcere della città sono stati ricatturati, mentre un altro è stato ritrovato morto. Il 10 gennaio l'esercito ha localizzato e bombardato un rifugio appartenente a una banda di narcos.

#### Quito
I funzionari del Palazzo di Carondelet (sede della Presidenza della Repubblica) e di altre istituzioni statali sono stati evacuati per ragioni di sicurezza, mentre tutte le attività commerciali sono state chiuse. Il 10 gennaio le pandillas hanno attaccato la stazione della polizia di Quito con bombe.

#### Altre città
Sette poliziotti sono stati sequestrati, dei quali tre nella città di Machala, tre a Quevedo e uno a Quito. I tre poliziotti sequestrati a Machala sono stati liberati nella notte fra il 9 e il 10 gennaio, in un'operazione che ha visto anche la cattura di 10 presunti colpevoli. Due poliziotti sono stati uccisi in servizio a Narcisa de Jesús, capoluogo del cantone di Nobol. Nelle carceri provinciali di Azuay, Cañar, Ambato, Latacunga e Napo i detenuti appartenenti alla criminalità organizzati hanno sequestrato le guardie penitenziarie, diffondendo poi sulle reti sociali dei video nei quali uccidevano due guardie, richiedendo un dialogo diretto col presidente Noboa sotto minaccia di ucciderne altre.
A Cuenca le pandillas hanno attaccato e bruciato diversi veicoli, mentre a Puerto Francisco de Orellana hanno assaltato una discoteca, risultando nella morte di due civili.

### Febbraio
Il 7 febbraio, all'uscita da una riunione del consiglio comunale, la consigliera Diana Carnero è stata colpita da un proiettile a Naranjal mentre girava un video sulle cattive condizioni delle strade della città. È morta in un ospedale locale. Il 23 febbraio, tre prigionieri sono fuggiti da una prigione di Latacunga: erano stati recentemente catturati dalle forze di sicurezza da membri dei Los Lobos.

### Marzo
L'8 marzo, il presidente Noboa ha prorogato lo stato di emergenza di trenta giorni. Il tasso di omicidi si era dimezzato da 24 a 12 al giorno e oltre 11 700 persone erano state arrestate dall'inizio del conflitto. Il 16 marzo, El País ha riferito che il governo stava creando profili genetici dei detenuti per facilitare l'identificazione dei morti in caso di rivolte nelle carceri e in caso di furto di identità. Il 24 marzo Brigitte García, sindaco di San Vicente, è stata trovata morta con ferite da arma da fuoco nella sua auto nella provincia di Manabí, insieme al suo collaboratore Jairo Loor. L'assassino non è stato catturato.
Il 28 marzo, tre detenuti sono stati uccisi e altri sei sono rimasti feriti in seguito a una rivolta nel penitenziario Regional 8 di Guayaquil. Il 29 marzo, undici persone sono state rapite nella provincia di Manabí. Cinque cinque di loro sono stati poi trovati uccisi in stile esecuzione, mentre i restanti sei, tra cui cinque bambini, sono stati rilasciati. Due sospetti sono stati rilasciati il giorno successivo. La polizia ha detto che le vittime potrebbero essere state turisti coinvolti in una in una disputa sulla droga. Il 31 marzo, nove persone sono state uccise e altre dieci sono rimaste ferite dopo che alcuni uomini armati hanno aperto il fuoco su un gruppo di persone che praticavano sport in una strada di Guasmo, un quartiere di Guayaquil.

### Da aprile a dicembre 2024
Il 17 aprile è stato ucciso a colpi di arma da fuoco Jose Sanchez, sindaco di Camilo Ponce Enríquez, in provincia di Azuay, seguito il 19 aprile da Jorge Maldonado, sindaco di Portovelo, in provincia di El Oro. Il 22 aprile, un corpo smembrato all'interno di una borsa è stato trovato vicino alla residenza di Diana Salazar a Quito, è stato successivamente riferito che la vittima è stata identificata come un 19enne venezuelano e che l'omicidio potrebbe essere stato un “messaggio” diretto a Salazar.

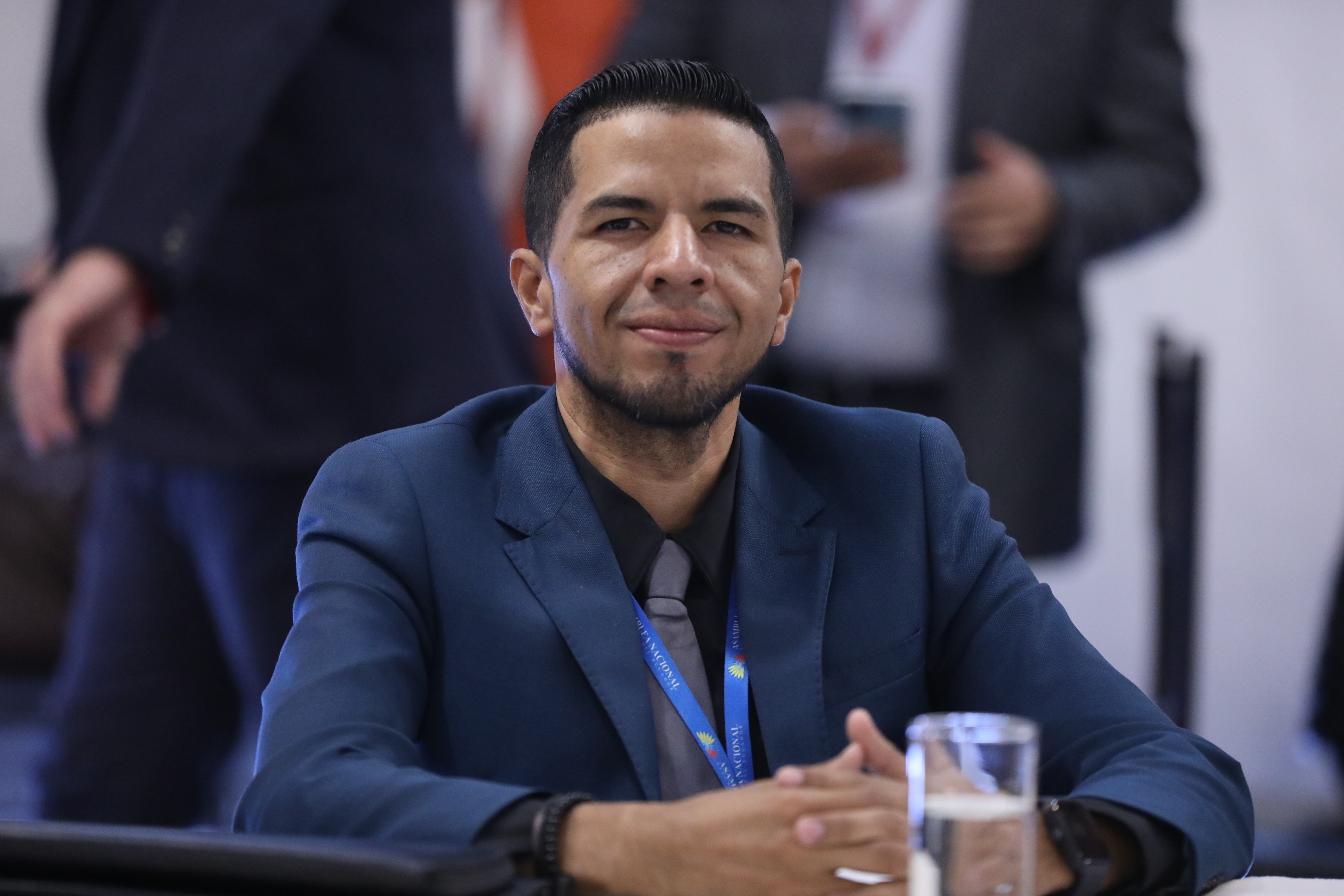
Il deputato supplente Cristhian Nieto, ucciso insieme alla moglie il 2 giugno 2024.

L'11 maggio, otto persone sono state uccise in un attacco a colpi di arma da fuoco contro un bar che ospitava una festa di compleanno a Chanduy, nella provincia di Santa Elena.
Il 2 giugno, Cristhian Nieto, deputato supplente di Mónica Salazar, insieme alla moglie e a uno spettatore sono stati uccisi all'interno di un circo a Manta, provincia di Manabí.
Il 3 settembre il direttore del carcere di Lago Agrio Alex Guevara è stato ucciso con un colpo di pistola in un omicidio mirato. Il 12 settembre María Daniela Icaza, direttrice del penitenziario di Litoral, è stata uccisa in una sparatoria mirata.
Il 23 ottobre, la polizia ecuadoriana ha dichiarato che due uomini coinvolti nell'attentato televisivo di Guayaquil del 9 gennaio sono stati arrestati in Spagna. Tra questi William Alcívar Bautista, il leader dei Tiguerones.
Il 28 novembre, una ragazza di 17 anni è stata rapita da quattro membri di una gang locale vicino a casa sua a Cota Mil, è stata poi derubata, costretta a uscire dall'auto e le hanno sparato diversi colpi di pistola. Il suo corpo è stato ritrovato la mattina seguente.
Il 1º dicembre, 10 uomini in una casa in affitto nella città di El Guabo sono stati uccisi a colpi di pistola da membri del cartello Sao-Box.
Il 5 dicembre, il direttore del centro di privazione della libertà El Oro No. 1 e un'altra persona sono stati aggrediti da uomini armati mentre viaggiavano a bordo di un veicolo. La prognosi di entrambe le vittime è riservata.

## Conseguenze

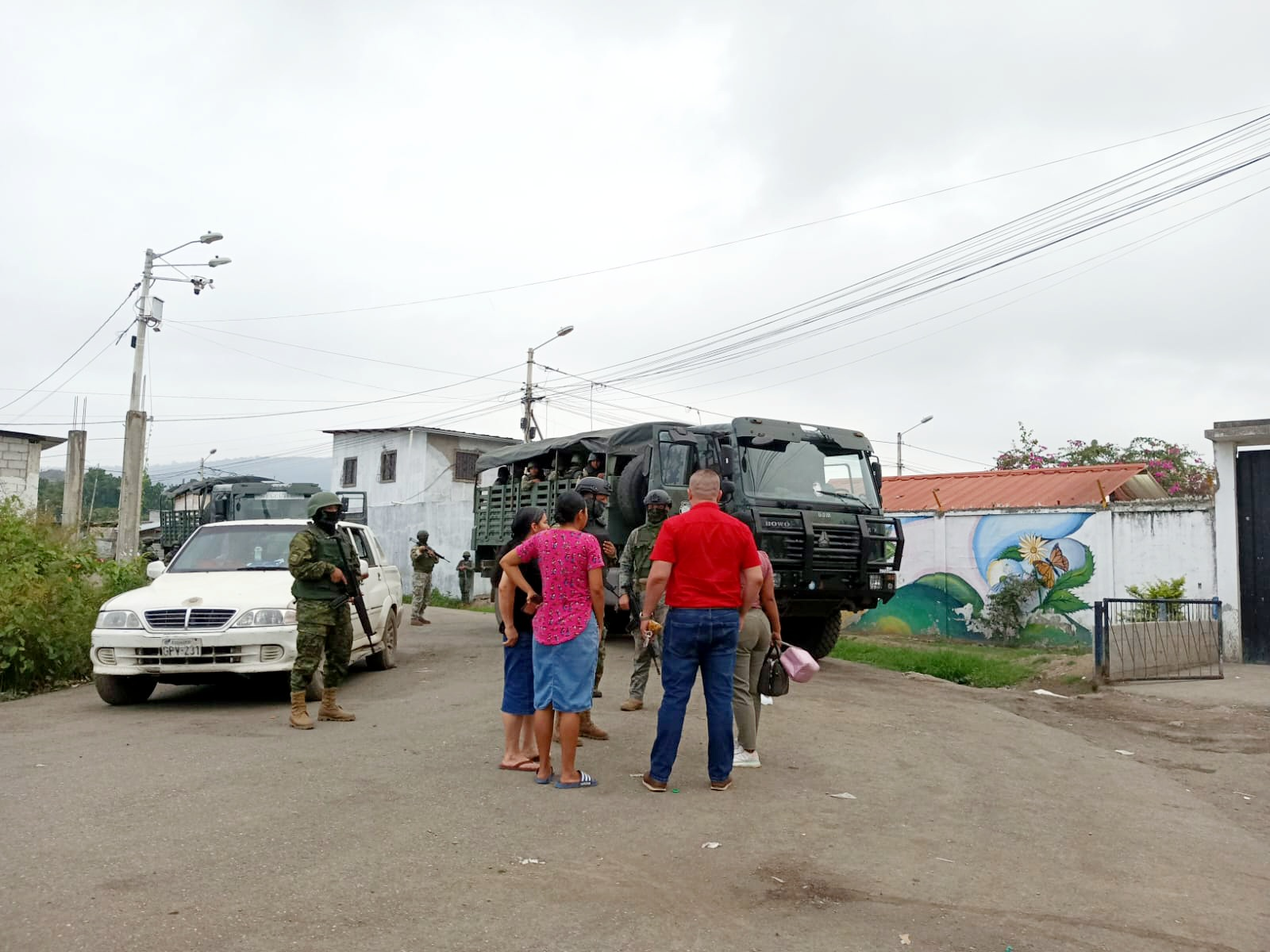
Forze armate ecuadoregne dispiegate per le strade poco dopo la dichiarazione di emergenza del Presidente, 13 gennaio 2024.

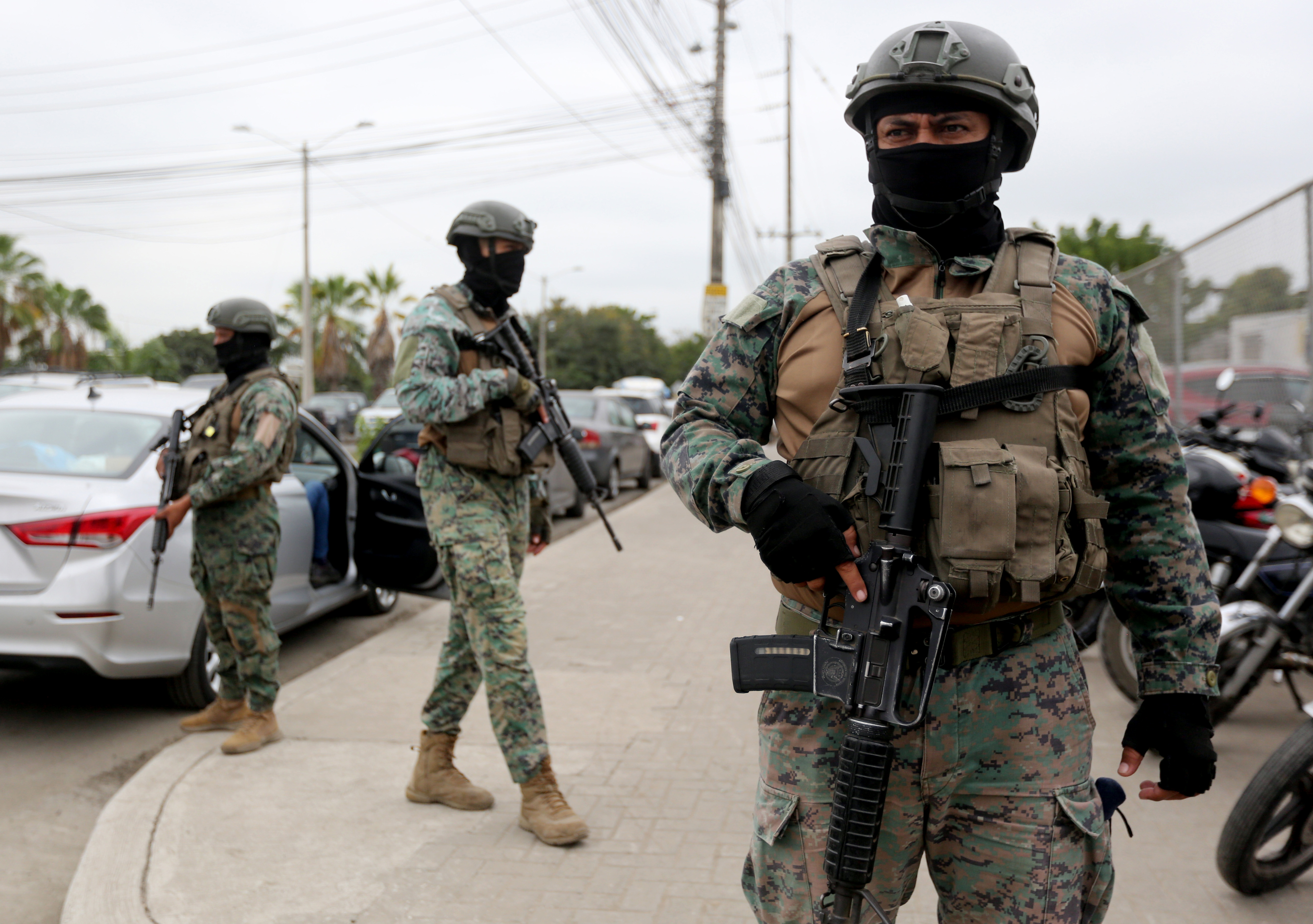
Forze armate ecuadoregne dispiegate a Durán in seguito ad alcuni attacchi, 31 luglio 2024.

Il presidente Noboa, dopo la dichiarazione del "conflitto armato interno", ha ordinato il dispiegamento dell'esercito nelle strade del paese con l'obiettivo di neutralizzare i gruppi di narcotrafficanti precedentemente designati come "organizzazioni terroristiche e attori belligeranti non statali". Ha inoltre annunciato il rimpatrio di 1 500 prigionieri stranieri (principalmente colombiani) attualmente detenuti nelle carceri del paese come parte della strategia di sicurezza.
Il Ministero dell'Educazione ha ordinato la sospensione delle lezioni presenziali in tutto il paese, ordinando il ricorso alla didattica a distanza almeno fino al 12 gennaio. La metropolitana di Quito è rimasta in servizio, ma per ragioni di sicurezza ogni stazione ha mantenuto aperto solo un accesso e la chiusura è stata anticipata alle 22:00. Le misure di sicurezza sono state inoltre aumentate anche all'Aeroporto Internazionale Mariscal Sucre di Quito.
Il 21 aprile 2024 si è tenuto un referendum costituzionale su misure di sicurezza più severe. Gli elettori hanno approvato tutte le misure proposte.

## Reazioni istituzionali

### Nazionali
Diverse organizzazioni politiche, religiose e della società civile, come la Confederazione delle Nazionalità indigene dell'Ecuador e la Conferenza episcopale ecuadoriana hanno richiamato all'unità nazionale per permettere di superare la "situazione di violenza senza precedenti provocata dalla criminalità organizzata", enfatizzando che il Governo deve attuare nel rispetto del quadro giuridico esistente. L'ex presidente Rafael Correa e la Vicepresidente della Repubblica Verónica Abad hanno espresso il proprio appoggio alla decisione di Noboa di decretare l'esistenza di un conflitto armato interno e di schierare le Forze Armate nel paese.

### Internazionali
- Colombia: il Governo colombiano ha dichiarato il suo appoggio alle istituzioni democratiche e allo stato di diritto in Ecuador, esprimendo solidarietà alle vittime.[61]
- Perù: in un comunicato ufficiale, il Governo peruviano ha espresso il suo sostegno al paese, condannando gli atti di violenza avvenuti in Ecuador che "violano i diritti fondamentali degli ecuadoriani e attentano alla sicurezza di questo paese fratello".[62] La zona nord del paese, al confine con l'Ecuador, è stata posta in stato di emergenza, con un aumento della presenza delle forze armate. Sono in corso indagini per capire se i fucili d'assalto e le granate utilizzate dai terroristi in Ecuador possano provenire dai magazzini dell'esercito peruviano.[63][64]
- Spagna: all'inaugurazione dell'VIII Conferenza degli Ambasciatori, il primo ministro spagnolo Pedro Sánchez ha trasmesso la solidarietà del paese all'Ecuador, dichiarando che la Spagna sosteneva le istituzioni di quest'ultimo e auspicando un rapido ritorno alla normalità. Anche il leader dell'opposizione Alberto Núñez Feijóo ha condannato la violenza che ha scosso la nazione sudamericana. L'ambasciata spagnola a Quito ha invitato i cittadini spagnoli nel paese ad attuare con estrema prudenza.[65]
- Argentina: il paese ha espresso il suo "forte sostegno" al Governo ecuadoriano. Patricia Bullrich, ministra della sicurezza, ha offerto l'invio delle forze di sicurezza argentine in Ecuador se ciò risultasse necessario, mettendo in guardia sul possibile diffondersi delle violenze nel resto del continente.[66]
- Brasile: Il governo brasiliano ha espresso preoccupazione per gli incidenti violenti in Ecuador. Ha inoltre espresso "solidarietà al governo ecuadoriano e al popolo ecuadoriano che è stato vittima di questi attacchi".[67]
- Cile: Il ministero degli esteri cileno ha rilasciato una dichiarazione in cui esprime la sua preoccupazione, estendendo il suo sostegno alle "istituzioni ecuadoriane e trasmettendo un messaggio di solidarietà e sostegno alle loro autorità e al loro popolo".[68]
- Cina: Il 10 gennaio il Paese ha annunciato la chiusura temporanea dell'ambasciata e dei consolati in Ecuador.[69]
- Costa Rica,  Rep. Dominicana,  Panama: i tre Paesi hanno espresso congiuntamente il loro sostegno e la loro solidarietà al governo dell'Ecuador.[70] Il presidente panamense Laurentino Cortizo ha espresso rammarico per la crisi in Ecuador e ha espresso solidarietà al presidente Noboa.[71]
- Italia: il 10 gennaio Laura Carpini, direttrice della Farnesina per l'America Latina, ha dichiarato che non risultavano cittadini italiani coinvolti. Il deputato Federico Cafiero De Raho, già procuratore nazionale antimafia, ha espresso una forte preoccupazione per gli avvenimenti dichiarando che "ci [riguardano] molto da vicino, poiché i cartelli della droga ecuadoregni sono in affari con la 'Ndrangheta" e che "un rafforzamento del potere dei narcos dell’Ecuador non potrà non avere riflessi anche sugli affari e i traffici di droga gestiti nel nostro Paese dalle ‘ndrine calabresi".[72][73]
- Francia: Il Paese ha messo in guardia i suoi cittadini dal recarsi in Ecuador.[74]
- Messico: l'ambasciatore messicano in Ecuador Raquel Serur ha lanciato un appello alla calma e ha esortato tutti a seguire le istruzioni delle autorità locali, a rimanere a casa e a non partecipare a eventi di grande portata.[75]
- Paesi Bassi: il ministero degli affari esteri ha avvertito le persone che si recano in Ecuador di non visitare la zona di confine con la Colombia e ha raccomandato solo i viaggi essenziali nella provincia di Esmeraldas.[76]
- Paraguay: il Paese ha espresso la propria solidarietà al popolo e al governo dell'Ecuador in una "delicata situazione di sicurezza interna".[77]
- Russia: Il Paese ha messo in guardia i suoi cittadini dal recarsi in Ecuador.[74]
- Stati Uniti: L'ambasciatore Brian A. Nichols, Assistente del Segretario di Stato per gli Affari dell'Emisfero occidentale, ha espresso preoccupazione per "la violenza e i rapimenti" e ha dichiarato che gli Stati Uniti sono "pronti a fornire assistenza al governo ecuadoriano e rimarranno in stretto contatto con il Presidente per quanto riguarda il nostro sostegno".[78] Il consigliere del Consiglio per la sicurezza nazionale Jake Sullivan ha dichiarato che gli Stati Uniti sono "impegnati a sostenere la sicurezza e la prosperità degli ecuadoriani e a rafforzare la cooperazione con i partner per garantire che i colpevoli siano assicurati alla giustizia". L'ambasciata statunitense a Quito ha cancellato i servizi consolari il 10 gennaio.[79] Delle sanzioni contro Los Choneros sono state depositate il 7 febbraio.[80]
- Uruguay: Il Ministero delle relazioni estere ha rilasciato una dichiarazione in cui ha espresso la sua "solidarietà con le autorità ecuadoriane" a nome del governo uruguaiano.[81] Inoltre, è stato annunciato che l'Ambasciata dell'Uruguay sta seguendo da vicino l'evoluzione degli eventi e che è stata attivata una linea di emergenza per i cittadini uruguaiani in Ecuador.[82]
- Venezuela: Il presidente Nicolás Maduro ha scritto su Twitter: "Respingo con forza la violenza scatenata dalle bande criminali ecuadoriane che mettono a rischio la sicurezza e la pace della nostra Repubblica sorella ed esprimo, a nome del Venezuela, la nostra solidarietà al popolo e al governo dell'Ecuador in questa lotta contro il flagello del crimine organizzato. Confido nel pronto ristabilimento dell'ordine e nella tempestiva azione della giustizia contro gli autori intellettuali e materiali di questi inaccettabili atti terroristici."[83]

### Organizzazioni istituzionali
- Organizzazione degli Stati Americani: il segretario generale Luis Almagro ha trasmesso il sostegno alle misure di emergenza approvate da Noboa, dichiarando che la lotta al crimine organizzato è fondamentale per la regione.[66]
- Unione europea: l'Alto rappresentante per gli affari esteri Josep Borrell ha descritto gli eventi come "un attacco diretto alla democrazia e allo stato di diritto."[74]
- Nazioni Unite: Il Segretario generale António Guterres ha espresso allarme per "il deterioramento della situazione nel Paese e il suo impatto dirompente sulla vita degli ecuadoriani".[84]